# Miramont-de-Guyenne
Miramont-de-Guyenne is een gemeente in het Franse departement Lot-et-Garonne (regio Nouvelle-Aquitaine). De plaats maakt deel uit van het arrondissement Marmande. Miramont-de-Guyenne telde op 1 januari 2022 3.082 inwoners.

## Geografie
De oppervlakte van Miramont-de-Guyenne bedroeg op 1 januari 2022 16,66 vierkante kilometer; de bevolkingsdichtheid was toen 185 inwoners per km².

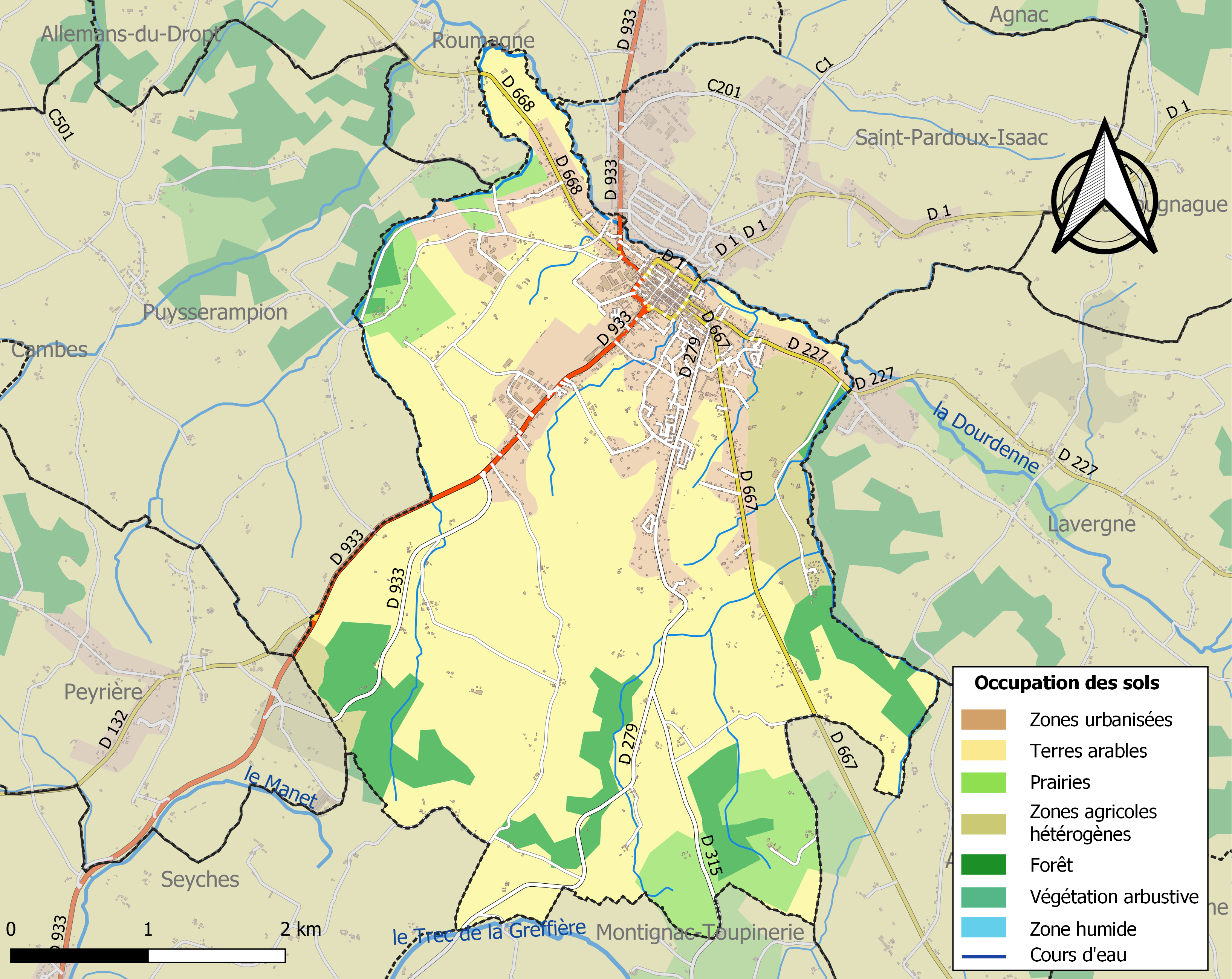
Kaart van de gemeente met de belangrijkste infrastructuur, bodemgebruik en omliggende gemeenten

## Foto's

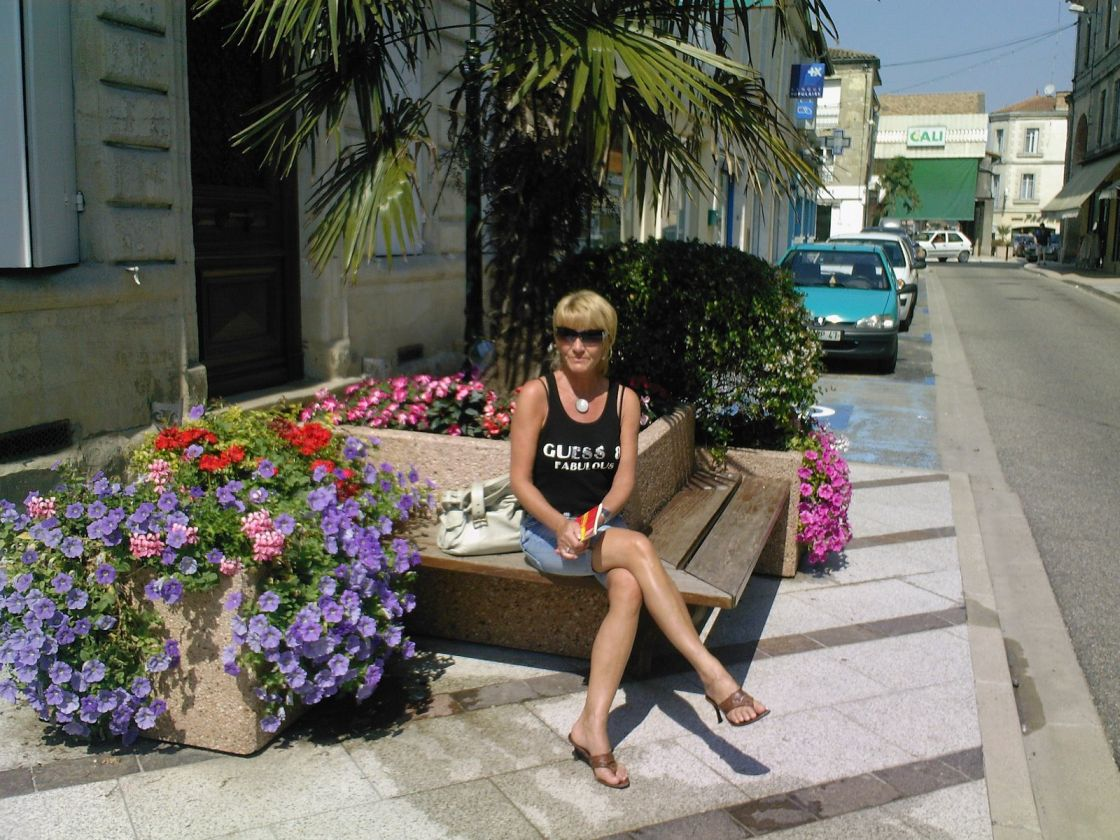
Miramont-de-Guyenne: fleurige straat

## Demografie
Onderstaande figuur toont het verloop van het inwonertal (bron: INSEE-tellingen).

## Geboren in Miramont-de-Guyenne
- Guy Casaril (1933-1996), Frans filmregisseur